# Lindmania imitans
Lindmania imitans là một loài thực vật có hoa trong họ Bromeliaceae. Loài này được L.B.Sm., Steyerm. & H.Rob. mô tả khoa học đầu tiên năm 1986.